# Andy Comeau
Andy Comeau (New Boston, 19 ottobre 1970) è un attore statunitense.

## Carriera
Andy Comeau è un noto soprattutto per la recitazione nel ruolo di Theodore "Teddy" Huffstodt, il fratello mentalmente squilibrato del personaggio del Dr. Craig Huffstodt (Hank Azaria) nella serie Huff. Egli è apparso anche nella serie Dr. House - Medical Division nel ruolo di Travis Brennan, un epidemiologo e medico senza frontiere che è stato uno dei numerosi medici in gara per un posto di lavoro sotto la guida del dottor Gregory House; è apparso nel film Otto teste e una valigia. È apparso anche nel quinto episodio della seconda stagione di Will & Grace come Andy Fellner, amico d'infanzia di Grace.
Comeau ha lavorato anche in teatro.
Egli è anche nel video musicale Gump di "Weird Al" Yankovic dove impersona Forrest Gump.

## Filmografia

### Cinema
- Rave Review, regia di Jeff Seymour (1994)

- Otto teste e una valigia (8 Heads in a Duffel Bag), regia di Tom Schulman (1997)
- One Hour Photo, regia di Mark Romanek (2002)
- My Tiny Universe, regia di Lucy Phillips e Glen Scantlebury (2004)
- Life Happens, regia di Bryan Stratte - cortometraggio (2006)
- The Babysitters, regia di David Ross (2007)
- Animals, regia di Douglas Aarniokoski (2009)
- The Tomato, regia di Brandon Dexter - cortometraggio (2010)
- Frank the Bastard, regia di Brad Coley (2013)
- Fixed, regia di Alonso Mayo (2017)
- Skelly, regia di Matt Greene-DeLanghe (2024)

### Televisione
- Blackout ad alta quota (Blackout Effect), regia di Jeff Bleckner – film TV (1998)
- Host, regia di Mick Garris – film TV (1998)
- Venus on the Hard Drive – serie TV (1998)
- Will & Grace – serie TV, episodio 2x04 (1999)
- Dharma & Greg – serie TV, episodio 3x14 (2000)
- Così è la vita (That's Life) – serie TV, episodio 1x16 (2001)
- Strepitose Parkers (The Parkers) – serie TV, episodio 4x09 (2002)
- Providence – serie TV, 5 episodi (2002)
- CSI - Scena del crimine (CSI: Crime Scene Investigation) – serie TV, episodio 4x19 (2004)
- CSI: NY – serie TV, episodio 1x01 (2004)
- Criminal Minds – serie TV, episodio 1x20 (2006)
- Huff – serie TV, 26 episodi (2004-2006)
- Dr. House - Medical Division (House M.D.) – serie TV, 5 episodi (2007)
- Cold Case - Delitti irrisolti (Cold Case) – serie TV, episodio 6x06 (2008)
- Ghost Whisperer - Presenze (Ghost Whisperer) – serie TV, episodio 4x06 (2008)
- Trust Me – serie TV, episodi 1x08-1x11 (2009)
- In Plain Sight - Protezione testimoni (In Plain Sight) – serie TV, episodio 2x12 (2009)
- Nip/Tuck – serie TV, episodio 6x12 (2010)
- Private Practice – serie TV, episodio 3x12 (2010)
- Hawthorne - Angeli in corsia (Hawthorne) – serie TV, episodio 2x07 (2010)
- Against the Wall – serie TV, episodio 1x10 (2011)
- Agents of S.H.I.E.L.D. – serie TV, episodio 4x19 (2017)
- NCIS - Unità anticrimine (NCIS: Naval Criminal Investigative Service) – serie TV, episodio 17x15 (2020)

## Doppiatori italiani
Nelle versioni in italiano delle opere in cui ha recitato, Andy Comeau è stato doppiato da:
- Alberto Bognanni in Dr. House - Medical Division, NCIS - Unità anticrimine
- Davide Marzi in CSI: NY
- Sandro Acerbo in Criminal Minds
- Mauro Gravina in Cold Case - Delitti irrisolti
- Luigi Ferraro in Ghost Whisperer - Presenze
- Luigi Rosa in Nip/Tuck
- Nanni Baldini in Private Practice
- Fabrizio Dolce in Agents of S.H.I.E.L.D.